# 大峽谷天空步道

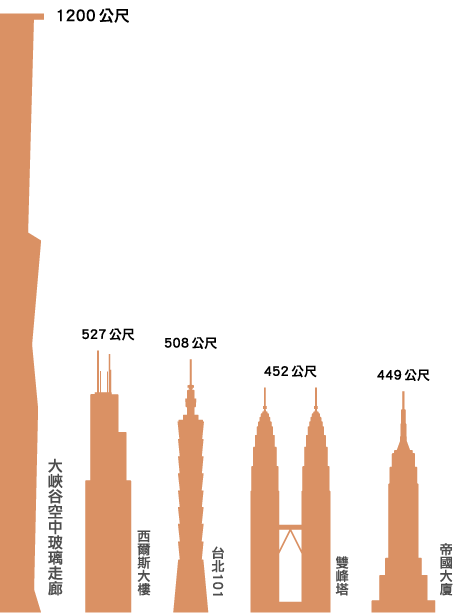
大峽谷天空步道與其他摩天大樓的高度比較

大峽谷天空步道（Grand Canyon Skywalk，官方舊譯名「空中玻璃走廊」，另有「天際行」等非官方譯名）是位於美國大峽谷西緣瓦拉派印第安保護區內的一個人工觀光景點，是世界上第一個空中玻璃懸掛式的觀景走廊，以一個U字形建構於峽谷懸崖邊緣，最遠處距懸崖邊緣約20公尺，其下為深約1,200公尺的壯麗峽谷及科羅拉多河，是世界最高的空中走廊。從2007年3月28日開始正式營運，參觀費用為每人25美元。

## 建造
天空步道由出身上海的美籍華裔商人金鵡（David Jin）所構思，結合來自拉斯維加斯的工程設計團隊於2004年3月開始興建，2007年年初完工，耗資約4000萬美元。天空步道為BOT建案，所有權歸瓦拉派部族，出資興建的業者有25年的營運權。
天空步道向外伸展的主體結構為U字形鋼柱，固定兩腳打入石灰岩壁的基樁約14公尺深，總共耗費100多萬磅（約450公噸）的鋼材。走廊鋪設有厚達10.2公分的透明玻璃作為地板與兩側圍欄。結構強度可承受時速160公里的八面強風及發生於80公里內的芮氏規模8.0的地震。不過為了安全與觀光品質，業者規定的上限只允許同時120人進入，而且會發給每個遊客特殊的鞋套，以避免遊客滑倒及刮傷透明玻璃。

## 爭議
空中走廊的計劃和興建過程在瓦拉派內部以及與其他周邊部族之間引發爭議。部族內的反對者認為這項計劃會破壞神聖的土地，支持者則認為建設能為當地帶來更多收入，解決高失業率等問題。其他的部族成員對於空中走廊則沒有特別的意見，但對於可能造成過度開發及缺乏永續利用性感到擔憂，例如開發計劃和大峽谷國家公園鄰近區域所使用的水源並非來自科羅拉多河，而是利用管線或車輛從其他地方運輸過來。
部族之外的人士，包括亞利桑那州的環境保護團體以及前國家公園官員在內，認為這項計劃對當地自然環境造成衝擊，破壞了大峽谷的景觀；有些人將空中走廊計劃視為是對瓦拉派部族的一種諷刺，因為該部族一直認為他們是大峽谷最佳的守護者。部族領袖認為每年有450萬名遊客造訪國家公園區域已經對該地區造成負擔，而部族也需要開闢財源。目前每年約有將近20萬名遊客造訪瓦拉派部族保護區，而收入來源主要是岩緣（峽谷邊緣）婚禮與高空彈跳。他們曾經試著在當地開設賭場，但最後無法成功帶來經濟效益。

## 軼事
- 伯茲·艾德林主持開幕儀式